# 東京ヴェルディ・バンバータ
東京ヴェルディ・バンバータ（とうきょうヴェルディ バンバータ）は、東京都に本拠地を置く、東京ヴェルディクラブの軟式野球部（クラブチーム）である。

## 歴史
2008年「3年以内に日本一を取れなかったら解散する」という目標を掲げた草野球のクラブチーム「東京バンバータ」として結成され、2011年、全日本軟式野球連盟に加盟。その年の「全日本軟式野球大会・高松宮賜杯2部」において、公約通り3年目で初優勝を達成。その後も全国規模の軟式野球大会のタイトルを数多く手にする。2017年に中学生年代の育成型チーム「東京バンバータジュニア」を設立し、将来の「全日本軟式野球大会・天皇賜杯」「国民体育大会」優勝を目指して活動している。
2018年10月6日、Jリーグ・東京ヴェルディ1969と業務提携を結び、チーム名を「東京ヴェルディ・バンバータ」に変更した。

## 獲得したタイトル
- 全日本軟式野球大会
  - 高松宮賜杯2部優勝（2011年）
  - 天皇賜杯出場（2021年）
- MLBドリームカップ
  - 全国大会優勝（2014年[脚注 1]、2017年）
  - 全国大会準優勝（2016年[脚注 2]）
- 全国軟式野球統一王座決定戦ジャパンカップ優勝(2016年)
- サンスポ野球大会
  - 第33回東日本大会準優勝（2010年）
  - 第35回東日本大会ベスト4（2012年）
  - 第38回東日本大会ベスト4（2014年）